# George A. Williams
George Arthur Williams (* 17. August 1864 in La Fayette, Stark County, Illinois; † 7. Juli 1946 in Boulder, Colorado) war ein US-amerikanischer Politiker. Zwischen 1925 und 1931 war er Vizegouverneur des Bundesstaates Nebraska.

## Werdegang
George Williams kam zu einem nicht überlieferten Zeitpunkt nach Nebraska, wo er als Farmer arbeitete. Gleichzeitig schlug er als Mitglied der Republikanischen Partei eine politische Laufbahn ein. Zwischen 1919 und 1921 war er Abgeordneter im Repräsentantenhaus von Nebraska.
1924 wurde Williams an der Seite von Adam McMullen zum Vizegouverneur von Nebraska gewählt. Dieses Amt bekleidete er nach zwei Wiederwahlen zwischen 1925 und 1931. Dabei war er Stellvertreter des Gouverneurs und formaler Vorsitzender des Staatssenats. Seit 1929 diente er unter dem neuen Gouverneur Arthur J. Weaver. Williams war Mitglied der Vereinigung Sons of Union Veterans. Seit 1888 war er mit Mabel Lucretia Grubb verheiratet, mit der er drei Kinder hatte. Er starb am 7. Juli 1946 in Boulder und wurde in Fairmont beigesetzt.